# Miss Monde 1988
Miss Monde 1988, est la 38e élection de Miss Monde, qui s'est déroulée au Royal Albert Hall de Londres, au Royaume-Uni, le 17 novembre 1988.
La gagnante est l'Islandaise Linda Pétursdóttir, Miss Islande 1988 succédant à l'Autrichienne Ulla Weigerstorfer, Miss Monde 1987, et devenant ainsi la deuxième Islandaise de l'histoire à remporter le titre, trois ans après  Hóllmfríður Karlsdóttir en 1985,. Pour la 2e année consécutive, le continent européen voit instaurer le titre dans le palmarès après la victoire d'Ulla Weigerstorfer en 1987.
84 pays et territoires ont participé à l'élection. 

## Résultats
| Résultat final  | Candidates |
| --------------- | --- |
| Miss Monde 1988 | - Islande - Linda Pétursdóttir |
| 1re dauphine    | - Corée - Choi Yeon-hee |
| 2e dauphine     | - Royaume-Uni - Kirsty Roper |
| 3e dauphine     | - Venezuela - Emma Rabbe |
| 4e dauphine     | - Espagne - Susana de la Llave Varon |
| Top 10          | - Australie – Catherine Bushell - Autriche – Alexandra Werbanschitz - Norvège – Rita Paulsen - Suède – Cecilia Margareta Hörberg - États-Unis – Diana Magaña |

## Reines de beauté des continents
| Continent | Candidate                     |
| --------- | ----------------------------- |
| Afrique   | Kenya - Dianna Naylor         |
| Amérique  | Venezuela - Emma Rabbe        |
| Asie      | Corée - Choi Yeon-hee         |
| Océanie   | Australie - Catherine Bushell |
| Europe    | Islande - Linda Pétursdóttir  |

## Candidates

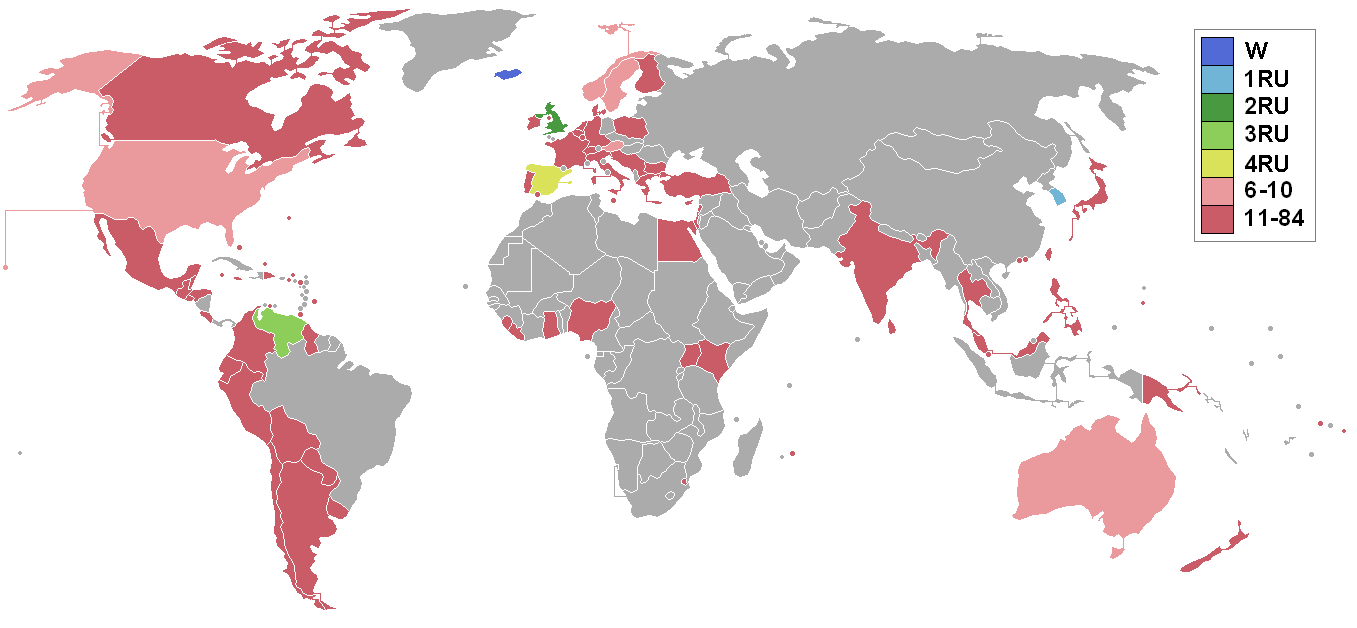
Pays des participantes et résultats

| Pays                       | Candidate                     | Âge    | Domicile                |
| -------------------------- | ----------------------------- | ------ | ----------------------- |
| Allemagne                  | Katja Munch                   | NC     | Francfort-sur-le-Main   |
| Argentine                  | Gabriela Karina Madeira       | NC     | Buenos Aires            |
| Australie                  | Catherine Bushell             | NC     | Sydney                  |
| Autriche                   | Alexandra Werbanschitz        | NC     | Graz                    |
| Bahamas                    | Natasha Rolle                 | NC     | Nassau                  |
| Barbade                    | Ferida Kola                   | NC     | Bridgetown              |
| Belgique                   | Daisy van Cauwenbergh         | 20 ans | Limbourg                |
| Belize                     | Pauline Young                 | NC     | Belize City             |
| Bermudes                   | Sophie Cannonier              | NC     | Warwick                 |
| Bolivie                    | Olivia Nazer                  | NC     | Tarija                  |
| Bulgarie                   | Sonia Vassilieva              | NC     | Varna                   |
| Canada                     | Morgan Fox                    | 18 ans | Richmond                |
| Chili                      | María Francisca Sanhueza      | NC     | Santiago                |
| Taïwan                     | Yi-Ning Wu                    | NC     | Taipei                  |
| Chypre                     | Aphrodite Theophanous         | NC     | Paphos                  |
| Colombie                   | Jasmín Oliveros Segura        | NC     | Bahía Solano            |
| Corée                      | Choi Yeon-hee                 | 22 ans | Séoul                   |
| Costa Rica                 | Virginia Steinvorth           | NC     | San José                |
| Curaçao                    | Anuschka Cova                 | NC     | Willemstad              |
| Danemark                   | Susanne Johansen              | NC     | Copenhague              |
| Égypte                     | Dina El Naggar                | NC     | Gizeh                   |
| Équateur                   | Cristina Elena Villagómez     | 19 ans | Guayaquil               |
| Espagne                    | Susana de la Llave Varon      | 19 ans | Figueras                |
| États-Unis                 | Diana Magaña                  | 23 ans | Rancho Palos Verdes     |
| France                     | Claudia Frittolini            | NC     | Strasbourg              |
| Ghana                      | Dzidzo Abra Amoa              | NC     | Accra                   |
| Gibraltar                  | Tatiana Desoiza               | 23 ans | Gibraltar               |
| Grèce                      | Ariadni Mylona                | NC     | Heraklion               |
| Guam                       | Rita Mae Diaz Pangelinan      | NC     | Yona                    |
| Guatemala                  | Mariluz Aguilar               | 18 ans | Guatemala               |
| Guyana                     | Christine Jardim              | NC     | Georgetown              |
| Honduras                   | Alina Diaz                    | NC     | Choluteca               |
| Hollande                   | Angela Visser                 | 22 ans | Rotterdam               |
| Hong Kong                  | Michelle Reis                 | 18 ans | Kowloon                 |
| Îles Caïmans               | Melissa McTaggart             | NC     | Grand Cayman            |
| Îles Cook                  | Annie Wigmore                 | NC     | Titikaveka              |
| Île de Man                 | Victoria O'Dea                | NC     | Douglas                 |
| Îles Turques-et-Caïques    | Doreen Dickerson              | NC     | Grand Turk              |
| Îles Vierges américaines   | Cathy Mae Sitaram             | NC     | Sainte-Croix            |
| Îles Vierges britanniques  | Nelda Felecia Farrington      | NC     | Tortola                 |
| Inde                       | Anuradha Kottoor              | NC     | Bombay                  |
| Irlande                    | Collette Jackson              | NC     | Coolock                 |
| Islande                    | Linda Pétursdóttir            | 18 ans | Vopnafjörður            |
| Israël                     | Dganit Cohen                  | NC     | Tel Aviv                |
| Italie                     | Giulia Gemo                   | NC     | Modène                  |
| Jamaïque                   | Andrea Haynes                 | NC     | Kingston                |
| Japon                      | Kazumi Sakikubo               | NC     | Kobe                    |
| Kenya                      | Dianna Naylor                 | NC     | Mombasa                 |
| Liban                      | Sylvana Samaha                | NC     | Beyrouth                |
| Liberia                    | Ollie White                   | NC     | Nimba                   |
| Luxembourg                 | Chantal Schanbacher           | NC     | Wiltz                   |
| Macao                      | Helena da Conceição Lo Branco | NC     | Macao                   |
| Malte                      | Josette Camilleri             | NC     | Marsa                   |
| Maurice                    | Veronique Ash                 | NC     | Beau Bassin             |
| Mexique                    | Cecilia Cervera Ferrer        | NC     | Mexico                  |
| Nigeria                    | Omasan Buwa                   | 23 ans | Warri                   |
| Norvège                    | Rita Paulsen                  | NC     | Oslo                    |
| Nouvelle-Zélande           | Lisa Corban                   | NC     | Waikato                 |
| Ouganda                    | Nazma Jamal Mohamed           | NC     | Entebbe                 |
| Papouasie-Nouvelle-Guinée  | Erue Taunao                   | NC     | Port Moresby            |
| Paraguay                   | María José Miranda            | 19 ans | Asunción                |
| Philippines                | Dana Mayor Narvadez           | NC     | Manille                 |
| Pérou                      | Martha Elena Kaik Tasso       | NC     | Lima                    |
| Pologne                    | Joanna Gapińska               | 20 ans | Szczecin                |
| Portugal                   | Helena Laureano               | 21 ans | Sesimbra                |
| République dominicaine     | María Josefina Martínez       | 20 ans | San Ignacio de Sabaneta |
| Royaume-Uni                | Kirsty Roper                  | 17 ans | Staffordshire           |
| Saint-Christophe-et-Niévès | Hailey Cassius                | NC     | Basseterre              |
| Samoa occidentales         | Eugenia Noanoa Hill           | NC     | Apia                    |
| Sierra Leone               | Tiwila Ojukutu                | NC     | Freetown                |
| Singapour                  | Shirley Teo Ser Lee           | 22 ans | Singapour               |
| Sri Lanka                  | Michelle Koelmeyer            | NC     | Colombo                 |
| Suède                      | Cecilia Margareta Hörberg     | NC     | Göteborg                |
| Suisse                     | Karina Berger                 | 20 ans | Zurich                  |
| Swaziland                  | Thandeka Magagula             | NC     | Manzini                 |
| Thaïlande                  | Thaveeporn Hunsilp            | 19 ans | Bangkok                 |
| Trinité-et-Tobago          | Mintee Narine                 | NC     | Siparia                 |
| Turquie                    | Esra Sümer                    | NC     | Istanbul                |
| Uruguay                    | Gisel Silva Sienra            | NC     | Montevideo              |
| Venezuela                  | Emma Rabbe                    | 19 ans | La Guaira               |
| Yougoslavie                | Suzana Žunić                  | 17 ans | Split                   |

## Observations